# Eidgenössische Volksinitiative «Bestimmung der Bundesrichterinnen und Bundesrichter im Losverfahren»
Die eidgenössische Volksinitiative «Bestimmung der Bundesrichterinnen und Bundesrichter im Losverfahren», kurz Justiz-Initiative genannt, wurde am 26. August 2019 eingereicht. Die Initiative verlangte, dass die Richter des Bundesgerichts künftig durch das Los bestimmt werden sollen. Nach geltendem Recht geschieht das durch die Mitglieder der Vereinigten Bundesversammlung. Wer zum Losverfahren zugelassen worden wäre, hätte nach dem Initiativkomitee eine unabhängige Fachkommission entscheiden sollen. Die Volksabstimmung fand am 28. November 2021 statt, wobei die Initiative abgelehnt wurde.

## Initiative

### Initiativtext
1 Die Mitglieder des Nationalrates und des Bundesrates sowie die Bundeskanzlerin oder der Bundeskanzler werden auf die Dauer von vier Jahren gewählt. Die Amtsdauer der Richter des Bundesgerichts endet fünf Jahre nach Erreichen des ordentlichen Rentenalters.
2 Die Vereinigte Bundesversammlung kann auf Antrag des Bundesrates mit einer Mehrheit der Stimmenden eine Richterin oder einen Richter des Bundesgerichts abberufen, wenn diese oder dieser:
a. Amtspflichten schwer verletzt hat; oder
b. die Fähigkeit, das Amt auszuüben, auf Dauer verloren hat.
Art. 168 Abs. 1
1 Die Bundesversammlung wählt die Mitglieder des Bundesrates, die Bundeskanzlerin oder den Bundeskanzler sowie den General.
Art. 188a Bestimmung der Richterinnen und Richter des Bundesgerichts
1 Die Richterinnen und Richter des Bundesgerichts werden im Losverfahren bestimmt. Das Losverfahren ist so auszugestalten, dass die Amtssprachen im Bundesgericht angemessen vertreten sind.
2 Die Zulassung zum Losverfahren richtet sich ausschliesslich nach objektiven Kriterien der fachlichen und persönlichen Eignung für das Amt als Richterin oder Richter des Bundesgerichts.
3 Über die Zulassung zum Losverfahren entscheidet eine Fachkommission. Die Mitglieder der Fachkommission werden vom Bundesrat für eine einmalige Amtsdauer von zwölf Jahren gewählt. Sie sind in ihrer Tätigkeit von Behörden und politischen Organisationen unabhängig.
Art. 197 Ziff. 12
12. Übergangsbestimmung zu den Art. 145 (Amtsdauer), 168 Abs. 1 und 188a (Bestimmung der Richterinnen und Richter des Bundesgerichts)
Derzeit wird die Wahl der Bundesrichterinnen und Bundesrichter in Art. 168 BV sowie Art. 135, Art. 136 und Art. 137 ParlG geregelt.

### Initiativkomitee
Die Initiative wurde vom Initiativkomitee rund um den Hauptinitianten Adrian Gasser lanciert, der später für den Abstimmungskampf den Bund für Gerechtigkeit gründete. Eine wichtige Rolle bei der Lanciertung der Initiative spielte die Stiftung für faire Prozesse.

### Argumente der Initianten
Das Initiativkomitee betont, die Gewaltenteilung sei eines der fundamentalen Prinzipien einer Demokratie, und der Umstand, dass die Bundesrichter einer politischen Partei angehören müssten und damit faktisch von der Politik abhängig seien, sei problematisch, weshalb sie ein neues Wahlverfahren vorschlügen. Durch die Abhängigkeit von Parteien und Politik könne die Qualität leiden, da «unangenehme» Bundesrichter die Gefahr laufen, nicht mehr gewählt zu werden.
Das Losverfahren war so konzipiert, dass die intendierenden Bundesrichter keiner im Parlament vertretenen Partei angehören müssen, sondern von einer vom Bundesrat eingesetzten Fachkommission beurteilt und nach Bestehen dieser Evaluation zur Wahl zugelassen werden. Nach der Wahl wäre die einzige Möglichkeit, die Richter zu entlassen, ein Amtsenthebungsverfahren.
Das Initiativkomitee betont das demokratische Element des Losverfahrens, da jeder als qualifiziert erachtete Bürger Bundesrichter werden könne. Dies sei vor allem für diejenigen Juristen wesentlich, die sich der (politischen) Unabhängigkeit verpflichtet fühlten. Des Weiteren verstärke die Abhängigkeit die Entrichtung eines Mandatsträgerbeitrags der Bundesrichter an ihre jeweilige Partei. Dieser könne mehrere Tausend Franken jährlich betragen. Zudem werde jegliche Einflussnahme von Seiten der Parteien, Verwaltungen, Lobbyorganisationen usw. durch das Los verunmöglicht. Das Losverfahren solle so ausgestaltet werden, dass die Amtssprachen im Bundesgericht angemessen vertreten sind.

## Behandlung der Initiative

### Zeitlicher Ablauf
Am 26. August 2019 wurde die Volksinitiative eingereicht. Das Sammeln der Unterschriften durfte ab dem 15. Mai 2018 bis zum Ende der Sammelfrist, dem 15. November 2019, erfolgen. Am 17. September 2019 verfügte die schweizerische Bundeskanzlei, dass die Initiative zustande gekommen sei, da die nötigen 100 000 Unterschriften aufgebracht wurden. Von den 130'304 eingereichten Unterschriften waren 130'100 gültig. Am 18. Juni 2021 beschlossen Nationalrat und Ständerat, Volk und Ständen die Ablehnung der Initiative zu empfehlen.

### Stellungnahme des Bundesrates
Am 19. August 2020 beantragte der Bundesrat dem Parlament, die Justiz-Initiative zur Ablehnung zu empfehlen, denn er lehnt für Richterwahlen ein Losverfahren ab. Auch stört den Bundesrat, dass die Einsetzung der Richter auf dem Zufallsprinzip anstelle von demokratischer Wahl beruht. Dies sei ein Fremdkörper in der Schweizer Rechtsordnung, der die demokratische Legitimation des Bundesgerichts in der Bevölkerung schwäche.
Am 20. Juni 2021 entschied der Bundesrat schlussendlich, die Initiative am 28. November 2021 zur Abstimmung zu bringen.

### Beratungen im Nationalrat
Obschon noch keine materiellen Entscheide gefällt wurden, zeigtw sich bei der ersten Debatte heraus, dass die Mehrheit des Nationalrats keinen Handlungsbedarf sieht und die Initiative deutlich zur Ablehnung empfehlen will. Die Anträge der Ratslinken (SP), der Grünen und der Grünliberalen (GLP) für einen direkten oder indirekten Gegenentwurf stiessen bei den bürgerlichen (SVP, FDP, Mitte) Parteien auf wenig Sympathie.
Ein Rückweisungsantrag von Min Li Marti, der das Geschäft an die Kommission für Rechtsfragen des Nationalrats (RK-N) zurückweisen wollte mit dem Auftrag, einen indirekten Gegenentwurf auf Gesetzesstufe auszuarbeiten, wurde vom Nationalrat mit 99 zu 81 Stimmen bei einer Enthaltung abgelehnt. Auch zwei Vorschläge der SP und Grünen für einen direkten Gegenentwurf auf Verfassungsstufe wurden mit 102 zu 79 Stimmen bei drei Enthaltungen abgelehnt. Der eine Gegenentwurf wollte eine einmalige Amtszeit von 12 Jahren und die Möglichkeit der Abberufung wegen vorsätzlicher oder grobfahrlässiger Verletzung der Amtspflichten einführen; der zweite Gegenentwurf enthielt nur die Abberufungsklausel.
Justizministerin Karin Keller-Sutter (FDP) sah indes keinen unmittelbaren Handlungsbedarf und betonte, dass kleine Justierungen auch unter geltendem Recht möglich seien. Zudem stellte Gabriela Suter (SP/AG) die Grundsatzfrage, ob man einer Fachkommission so viel Macht geben wolle. Zwar sei der Parteienproporz nicht perfekt, jedoch um einiges geeigneter, um die Unabhängigkeit und Transparenz zu gewährleisten.
In der Schlussabstimmung vom 18. Juni 2021 stimmte der Nationalrat mit 191 Stimmen gegen eine Stimme bei vier Enthaltungen für die ablehnende Abstimmungsempfehlung.

### Beratung im Ständerat
Am 10. Juni 2021 lehnte auch der Ständerat auf Antrag seiner Kommission für Rechtsfragen (RK-S) die Initiative ab. Die Argumente waren ähnliche wie in der grossen Kammer. Zum Beispiel sagte Andrea Caroni (FDP/AR): «Losen sollte man nur dort, wo man kein Entscheidkriterium hat». Ein Antrag für einen direkten Gegenentwurf wurde mit 26 zu 8 Stimmen abgelehnt. Dieser Gegenentwurf sah eine stille Wiederwahl nach Ablauf der sechsjährigen Amtsdauer vor, falls die zuständige Kommission nicht Antrag auf Nichtwiederwahl stellt.
In der Schlussabstimmung vom 18. Juni 2021 stimmte der Ständerat mit 44 zu 0 Stimmen für die ablehnende Abstimmungsempfehlung.

## Position des Bundesrates
Der Bundesrat anerkannte die Mängel, die das derzeitige System im Bezug auf die Unabhängigkeit der Richter habe, doch fand er die Massnahmen, insbesondere das Losverfahren, nicht geeignet, die Probleme zu beheben. Er war der Auffassung, das Losverfahren bestimme nicht den Kandidaten, der am besten geeignet sei, sondern den vom Los Begünstigten. Auch schwäche es die Stellung des Parlaments und der politischen Parteien sowie die demokratische Legitimation der Justiz und damit allenfalls die Akzeptanz der bundesgerichtlichen Urteile in der Bevölkerung. Zudem widerspreche es der Tradition, der zufolge in Bund und Kantonen das Volk oder das Parlament die Richter wählt und demokratisch legitimiert. Auch wäre es widersprüchlich, dass das Parlament die Richter zwar nicht mehr wählen, aber abwählen kann.
Ausserdem lasse die Initiative einige Fragen offen, und zwar, wie gross die Fachkommission sein oder wie man sie zusammensetzen sollte. Auch werde im Initiativtext weder zur Ausgestaltung des Losverfahrens etwas gesagt noch werde der Begriff der persönlichen Eignung (Art. 188a Abs. 2 E-BV) näher definiert. Auch würde die Vereinigte Bundesversammlung immer noch die Richter des Bundesverwaltungsgerichts, des Bundesstrafgerichts und des Bundespatentsgerichts wählen. Völlig offen sei zudem, wie man eine ausgewogene Zusammensetzung des Gerichts hinsichtlich regionaler Herkunft, politischer Grundhaltung und Geschlecht gewährleisten wolle.

## Positionen der Parteien
Die SP, die EVP, Die Mitte, die Grünen, die FDP, die glp, die SVP und die EDU haben die Nein-Parole zur Justiz-Initiative beschlossen.

## Meinungsumfragen
| Institut    | Auftraggeber | Datum             | Ja | Eher Ja | Unentschieden Keine Antwort | Eher Nein | Nein |
| ----------- | ------------ | ----------------- | -- | ------- | --------------------------- | --------- | ---- |
| LeeWas GmbH | Tamedia      | 12. November 2021 | 30 | 7       | 7                           | 7         | 49   |
| gfs.Bern    | SRG SSR      | 7. November 2021  | 20 | 21      | 9                           | 18        | 32   |
| LeeWas GmbH | Tamedia      | 29. Oktober 2021  | 28 | 16      | 17                          | 11        | 28   |
| LeeWas GmbH | Tamedia      | 12. Oktober 2021  | 28 | 20      | 19                          | 11        | 22   |
| gfs.Bern    | SRG SSR      | 9. Oktober 2021   | 19 | 24      | 15                          | 22        | 20   |

Bemerkungen: Angaben in Prozent. Das Datum bezeichnet den mittleren Zeitpunkt der Umfrage, nicht den Zeitpunkt der Publikation der Umfrage.

## Abstimmung
Die Vorlage wurde am 28. November 2021 vom Volke mit 68,07 % Nein-Stimmen abgelehnt. Zudem lehnten auch die Stände die Initiative mit 20 6/2 Stimmen ab. Aussergewöhnlich war die sehr hohe Stimmbeteiligung, die jedoch auf das Referendum zum Covid-19-Gesetz zurückzuführen ist.
| Kanton                           | Ja (%)  | Nein (%) | Beteiligung (%) |
| -------------------------------- | ------- | -------- | --------------- |
| Zürich                           | 32,66 % | 67,34 %  | 64,54 %         |
| Bern                             | 31,78 % | 68,22 %  | 66,70 %         |
| Luzern                           | 31,88 % | 68,12 %  | 69,26 %         |
| Uri                              | 27,43 % | 72,57 %  | 67,11 %         |
| Schwyz                           | 28,56 % | 71,44 %  | 75,51 %         |
| Obwalden                         | 29,14 % | 70,86 %  | 74,17 %         |
| Nidwalden                        | 29,55 % | 70,55 %  | 73,48 %         |
| Glarus                           | 31,98 % | 68,02 %  | 64,92 %         |
| Zug                              | 30,11 % | 69,89 %  | 70,33 %         |
| Freiburg                         | 36,11 % | 63,89 %  | 62,00 %         |
| Solothurn                        | 32,79 % | 67,21 %  | 65,28 %         |
| Basel-Stadt                      | 34,04 % | 65,96 %  | 64,66 %         |
| Basel-Landschaft                 | 34,01 % | 65,99 %  | 64,97 %         |
| Schaffhausen                     | 34,02 % | 65,98 %  | 75,53 %         |
| Appenzell Ausserrhoden           | 32,03 % | 67,97 %  | 70,52 %         |
| Appenzell Innerrhoden            | 22,21 % | 77,79 %  | 69,18 %         |
| St. Gallen                       | 31,82 % | 68,18 %  | 67,48 %         |
| Graubünden                       | 33,61 % | 66,39 %  | 63,18 %         |
| Aargau                           | 33,04 % | 66,96 %  | 64,12 %         |
| Thurgau                          | 34,95 % | 65,41 %  | 67,49 %         |
| Tessin                           | 36,59 % | 63,59 %  | 59,45 %         |
| Waadt                            | 24,93 % | 75,07 %  | 60,72 %         |
| Wallis                           | 31,09 % | 68,91 %  | 65,02 %         |
| Neuenburg                        | 31,88 % | 68,12 %  | 65,92 %         |
| Genf                             | 29,58 % | 70,42 %  | 54,00 %         |
| Jura                             | 37,49 % | 62,51 %  | 59,37 %         |
| Schweizerische Eidgenossenschaft | 31,93 % | 68,07 %  | 64,67 %         |